# Église Saint-Carantec de Carantec
L'église Saint-Carantec, datant du XIXe siècle (1867), construite à l'emplacement de l'ancienne église du XVIe siècle, est située à Carantec, dans le Finistère.

## Description
L'édifice est inscrit aux monuments historiques depuis 1968.

## Cloches
Cet édifice contient une sonnerie de 3 cloches de volée électrique en lancé-franc :
- Cloche 1 : 492 kg ; fondue en 1897 par Drouot, à Douai ; FA3
- Cloche 2 : 451 kg ; fondue en 1897 par Drouot, à Douai ; LA3
- Cloche 3 : 318 kg ; fondue en 1897 par Drouot, à Douai ; DO4

## Galerie d'images

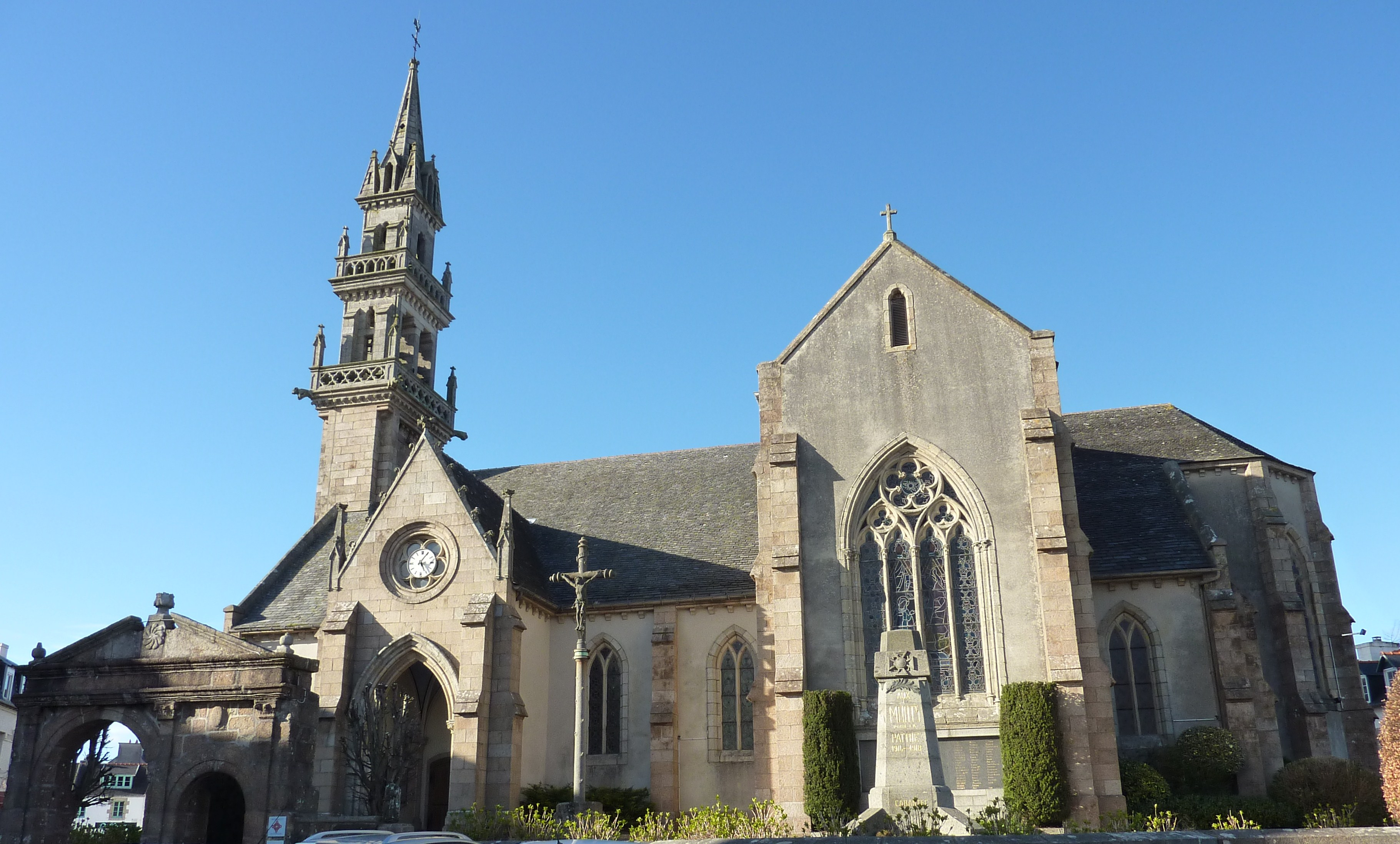
Vue générale, côté sud.
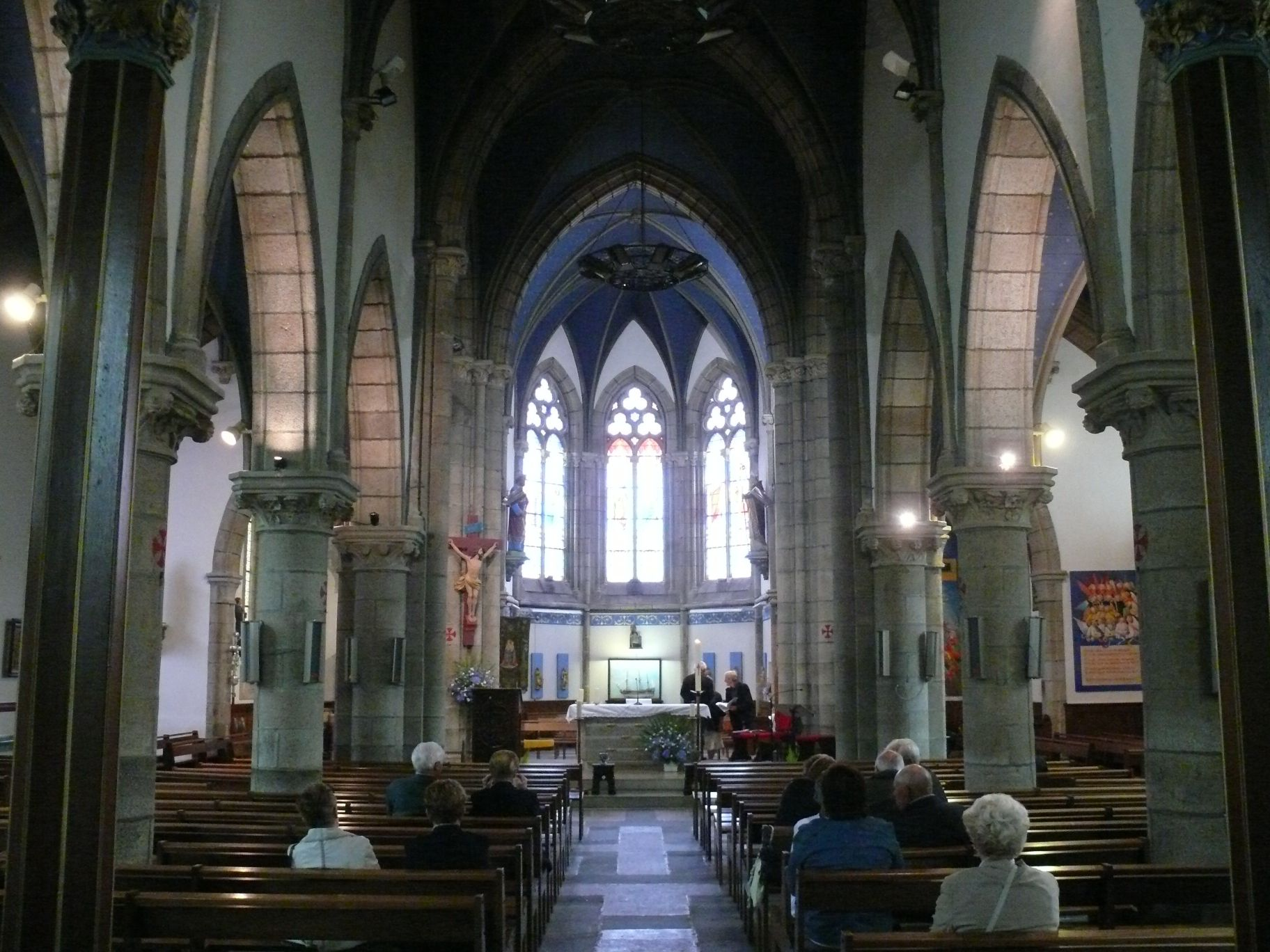
La nef.
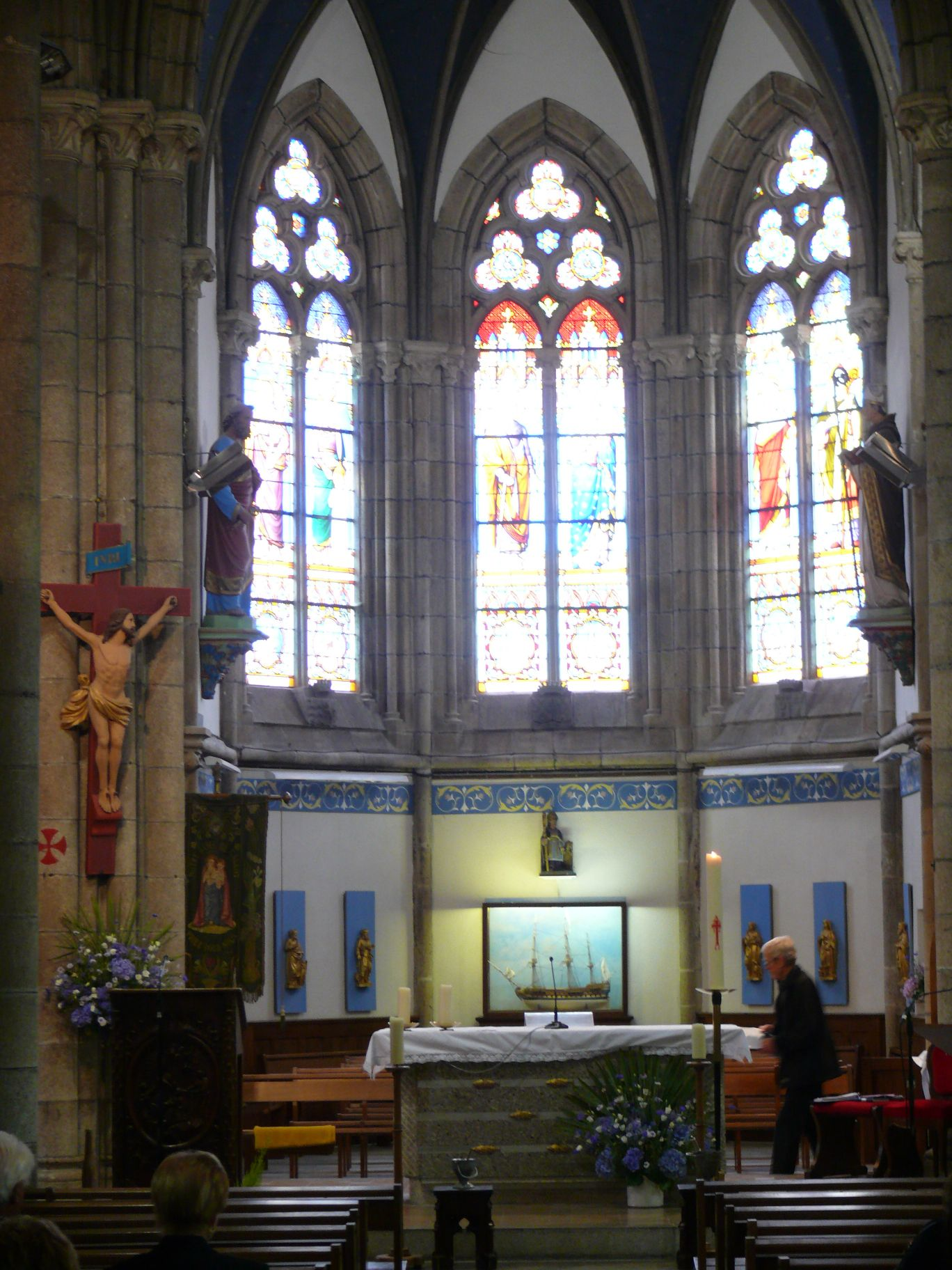
Le chœur.
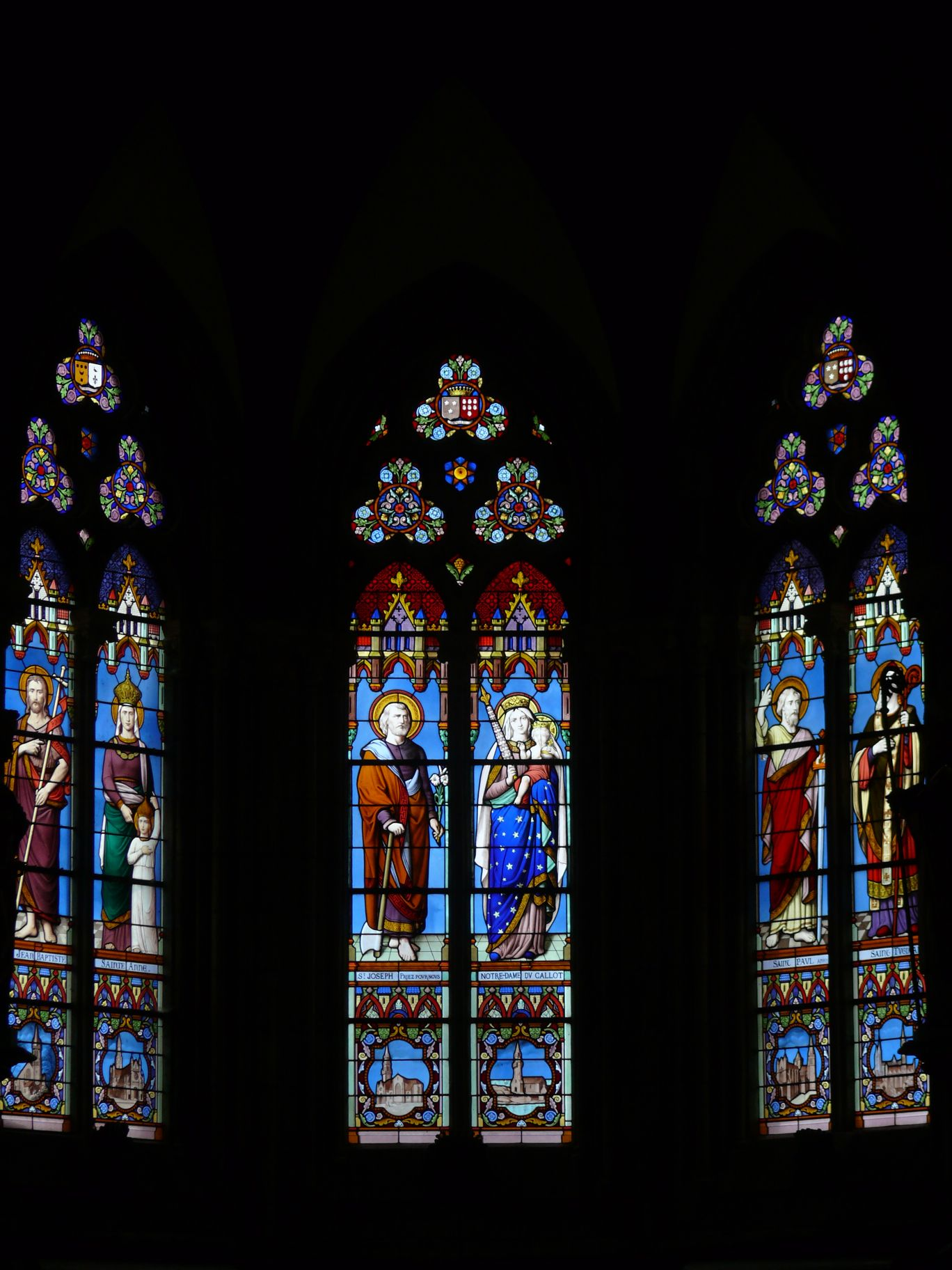
Vitraux.
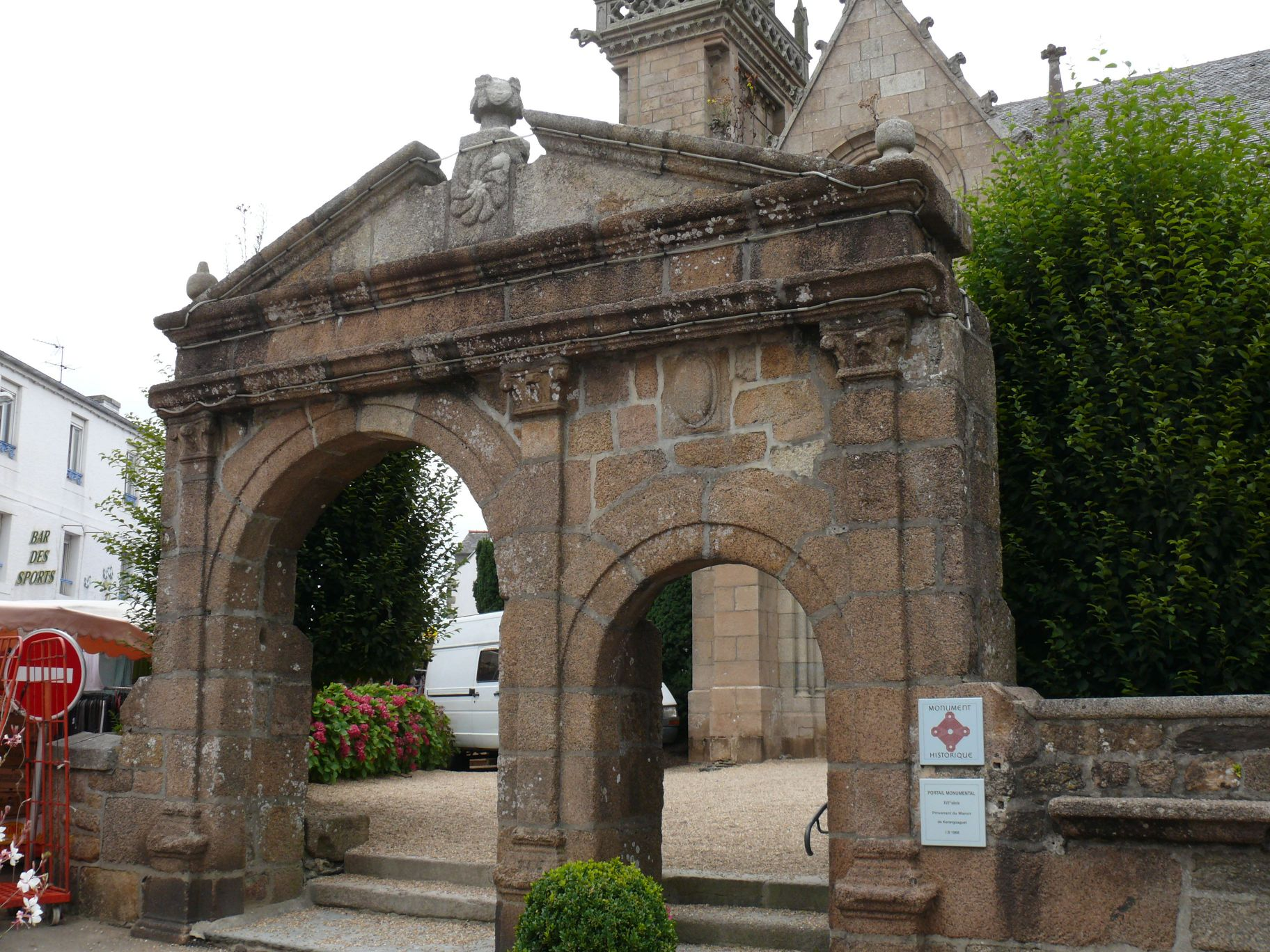
La porte monumentale.
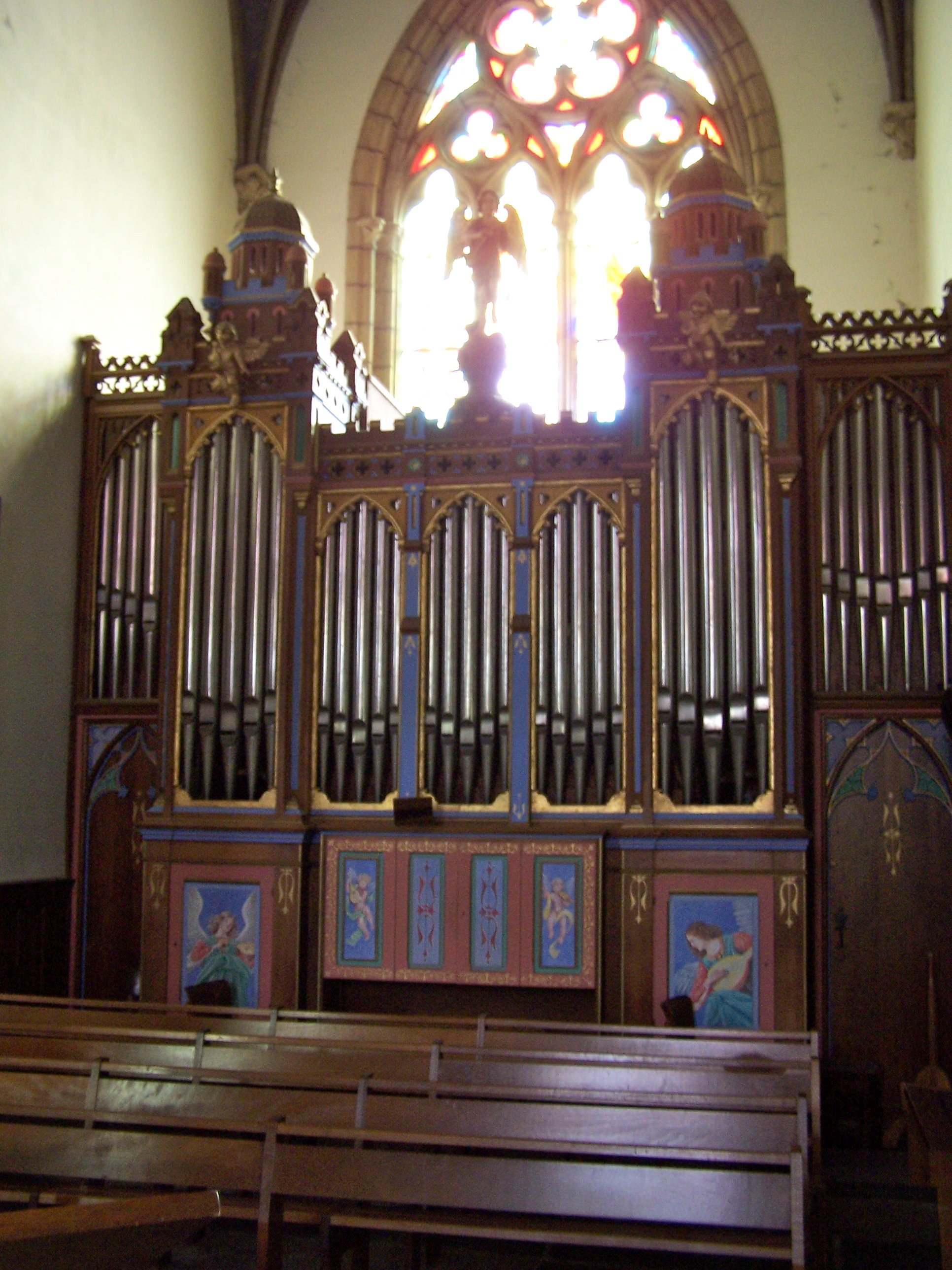
L'orgue.